# Poręby (województwo podlaskie)
Poręby – kolonia w Polsce położona w województwie podlaskim, w powiecie siemiatyckim, w gminie Mielnik.
W latach 1975–1998 miejscowość położona była w województwie białostockim.